# خانه حاج محمد مکاره‌چی
خانه حاج محمد مکاره چی مربوط به دوره قاجار است و در شیراز، محله بی بی دختران، کوچه مهندسی، پلاک ۴۱ واقع شده و این اثر در تاریخ ۱۰ خرداد ۱۳۸۲ با شمارهٔ ثبت ۸۹۷۱ به‌عنوان یکی از آثار ملی ایران به ثبت رسیده است.